# Anton Krasotkin
Anton Dmitrijewicz Krasotkin, ros. Антон Дмитриевич Красоткин (ur. 20 maja 1997 w Jarosławiu) – rosyjski hokeista.
Syn Dmitrija (ur. 1971), także hokeisty oraz trenera drużyn Łokomotiwu i Łoko.

## Kariera
- Łokomotiw Jarosław do lat 16 (2012–2013)
- Łokomotiw Jarosław do lat 17 (2013–2014)
- Łoko-Junior Jarosław (2013–2016)
- Łoko Jarosław (2014-2017)
- Łokomotiw Jarosław (2015-2017)
- HK Riazań (2015/2016, 2016-2017)
- Łada Togliatti (2017-2018)
- Admirał Władywostok (2018-2019)
- Sibir Nowosybirsk (2020-)
  -  Jużnyj Urał Orsk (2020-)

Wychowanek klubu Łokomotiw w rodzinnym mieście. Początkowo był zawodnikiem drużyn juniorskich, w rozgrywkach MHL (cztery sezony od 2013 do 2017) i MHL-B (trzy sezony od 2013 do 2016). W międzyczasie, w KHL Junior Draft w 2014 został wybrany przez macierzysty Łokomotiw (z numerem 70). Był przekazywany do zespołu farmerskiego z Riazania w rozgrywkach WHL. W sezonach KHL (2015/2016) i KHL (2016/2017) łącznie sześć razy zagrał w barwach Łokomotiwu w rozgrywkach KHL. W sierpniu 2017 został przetransferowany z Łokomotiwu do Łady. W maju 2018 powrócił do Jarosławia, skąd w lipcu tego roku został przekazany do Admirała Władywostok. Rok później, w połowie 2019 przedłużył tam kontrakt o dwa lata. Po wycofaniu tej drużyny z KHL, w maju 2020 przeszedł do Sibiru Nowosybirsk. Stamtąd przekazany do zespołu farmerskiego w Orsku.
W barwach juniorskiej kadry Rosji uczestniczył w turniejach mistrzostw świata juniorów do lat 18 edycji 2015, mistrzostw świata juniorów do lat 20 edycji 2017.

## Sukcesy
Reprezentacyjne
- Brązowy medal World Junior A Challenge: 2015
- Brązowy medal mistrzostw świata juniorów do lat 20: 2017

Klubowe
- Brązowy medal mistrzostw Rosji do lat 16: 2013 z Łokomotiwem
- Złoty medal mistrzostw Rosji do lat 17: 2014 z Łokomotiwem
- Pierwsze miejsce w Dywizji Północny-Zachód w sezonie zasadniczym MHL: 2015, 2016 z Łoko Jarosław
- Pierwsze miejsce w Konferencji Zachód w sezonie zasadniczym MHL: 2015, 2016 z Łoko Jarosław
- Pierwsze miejsce w sezonie zasadniczym MHL: 2016 z Łoko Jarosław
- Złoty medal MHL /  Puchar Charłamowa: 2016 z Łoko Jarosław
- Superpuchar MHL: 2016 z Łoko Jarosław

Indywidualne
- Mistrzostwa Rosji do lat 17 (2013/2014): najlepszy bramkarz finału
- MHL-B (2013/2014):
  - Pierwsze miejsce w klasyfikacji średniej goli straconych na mecz w sezonie zasadniczym: 1,37[6]
  - Pierwsze miejsce w klasyfikacji skuteczności interwencji w sezonie zasadniczym: 94,7%[7]
  - Najlepszy bramkarz miesiąca – styczeń 2014
  - Dziesiąte miejsce w klasyfikacji średniej goli straconych na mecz w fazie play-off: 2,39[8]
  - Trzynaste miejsce w klasyfikacji skuteczności interwencji w fazie play-off: 90,3%[9]
- MHL (2014/2015):
  - Najlepszy bramkarz miesiąca – październik 2014
  - Drugie miejsce w klasyfikacji średniej goli straconych na mecz w sezonie zasadniczym: 1,84[10]
  - Czwarte miejsce w klasyfikacji skuteczności interwencji w sezonie zasadniczym: 92,4%[11]
- Mistrzostwa świata do lat 18 w hokeju na lodzie mężczyzn 2015/Elita
  - Pierwsze miejsce w klasyfikacji skuteczności interwencji: 95,29%[12]
  - Trzecie miejsce w klasyfikacji średniej goli straconych na mecz w fazie play-off: 2,00
  - Jeden z trzech najlepszych zawodników reprezentacji w turnieju[13]
- MHL (2015/2016):
  - Najlepszy bramkarz miesiąca – październik 2015, grudzień 2015
  - Mecz Gwiazd MHL
  - Najlepszy obrońca etapów - 1/8 finału, 1/2 finału, finał o Puchar Charłamowa
  - Pierwsze miejsce w klasyfikacji średniej goli straconych na mecz w fazie play-off: 1,45[14]
  - Drugie miejsce w klasyfikacji skuteczności interwencji w fazie play-off: 93,8%[15]
  - Pierwsze miejsce w klasyfikacji meczów bez straty gola w fazie play-off: 2
- Wysszaja Chokkiejnaja Liga (2016/2017):
  - Najbardziej obiecujący zawodnik – październik 2016
  - Siódme miejsce w klasyfikacji średniej goli straconych na mecz w sezonie zasadniczym: 1,91[16]
  - Dziesiąte miejsce w klasyfikacji skuteczności interwencji w sezonie zasadniczym: 92,6%[17]
  - Dwunaste miejsce w klasyfikacji meczów bez straty gola w sezonie zasadniczym: 3[18]
- KHL (2017/2018):
  - Najlepszy pierwszoroczniak tygodnia – 31 grudnia 2017[19]
- KHL (2018/2019):
  - Najlepszy bramkarz tygodnia – 7 lutego 2019[20]
  - Najlepszy bramkarz miesiąca – luty 2019[21]
- KHL (2021/2022):
  - Trzecie miejsce w klasyfikacji skuteczności interwencji w sezonie zasadniczym: 93,1%